# Gianni Da Campo
Gianni Da Campo, all'anagrafe Giovanni Da Campo (Venezia, 8 febbraio 1943 – Venezia, 6 maggio 2014), è stato un regista, scrittore, traduttore e insegnante di lettere italiano.

## Biografia
È stato uno dei maggiori esperti italiani sulla vita e le opere di Georges Simenon. I suoi film hanno affrontato tematiche quali la repressione condotta dalle istituzioni, come la famiglia e la chiesa, l'omosessualità e il femminismo, trattandoli in chiave intimistica, e sono stati accolti in modo diverso da critica e pubblico.

## Opere letterarie
- Gianni Da Campo, Claudio G. Fava e Goffredo Fofi, Simenon, l'uomo nudo, Napoli, L'ancora del Mediterraneo, 2004, ISBN 88-8325-143-1.
- Stanley G. Eskin, Georges Simenon. Alla scoperta di un protagonista del Novecento, a cura di Gianni Da Campo, Venezia, Marsilio, 1996  [1987], ISBN 88-317-6328-8 (vincitore nel 1997 del Premio letterario Giovanni Comisso, "biografia").
- Marina Vlady, Vladimir, il volo interrotto, (Vladimir Vysotskij), traduzione di Gianni Da Campo, Venezia, Marsilio, Gli Specchi, 1990. ISBN 88-317-5363-0
- George Simenon...mon petit cinéma, il volume include il testo "Lettera aperta a George Simenon" di Gianni Da Campo, Edizioni di Bergamo Film Meeting, 2003
- Gianni Da Campo, Pagine Chiuse, Sceneggiatura integrale, Ed. biancoenero, "BN Rivista mensile di studi su cinema e spettacolo", fascicolo 5/6, Roma, maggio-giugno 1970
- Gianni Da Campo, Pagine Chiuse, racconto (sinossi), Rivista "Primi Piani 1971-72", a cura di Cosimo Scaglioso, Ed. Quaderno del cineforum - Siena, 1971
- Primo incontro con il cinema veneto a Conegliano, Cinema Moderno 8-11 ottobre 1973, fascicolo, Gianni Da Campo "Pagine chiuse" e "La ragazza di passaggio", Conegliano 1973
- Gianni Da Campo, Lettera per il compleanno di Valerio Zurlini,  Ed. Cinit Cineforum Italiano, Rivista Ciemme n. 50, marzo 1983
- Ottavio Mai e Giovanni Minerba, Intervista a Gianni Da Campo, Rassegna cinematografica Da Sodoma a Hollywood 2, (proiezione de "Il sapore del grano"), 1987
- Gianni Da Campo, Valerio Zurlini: di cinema si muore, "La cosa vista" n. 7, Trieste 1988
- Valerio Zurlini, Atti del Convegno tenuto alla Casa del Mantegna di Mantova 30-31 marzo 1990, Gianni Da Campo, "Di cinema si muore" e "Intervista a Valerio Zurlini", 1990

## Filmografia
- Pagine chiuse (1968)
- I parenti – cortometraggio (1969)
- La ragazza di passaggio (1970)
- Il sapore del grano (1986)